# Kościół Chrystusa Króla w Drozdowie
Kościół Chrystusa Króla w Drozdowie – rzymskokatolicki kościół filialny zlokalizowany w centrum wsi Drozdowo (powiat kołobrzeski, województwo zachodniopomorskie), przy drodze z Gorawina do Gościna.

## Historia

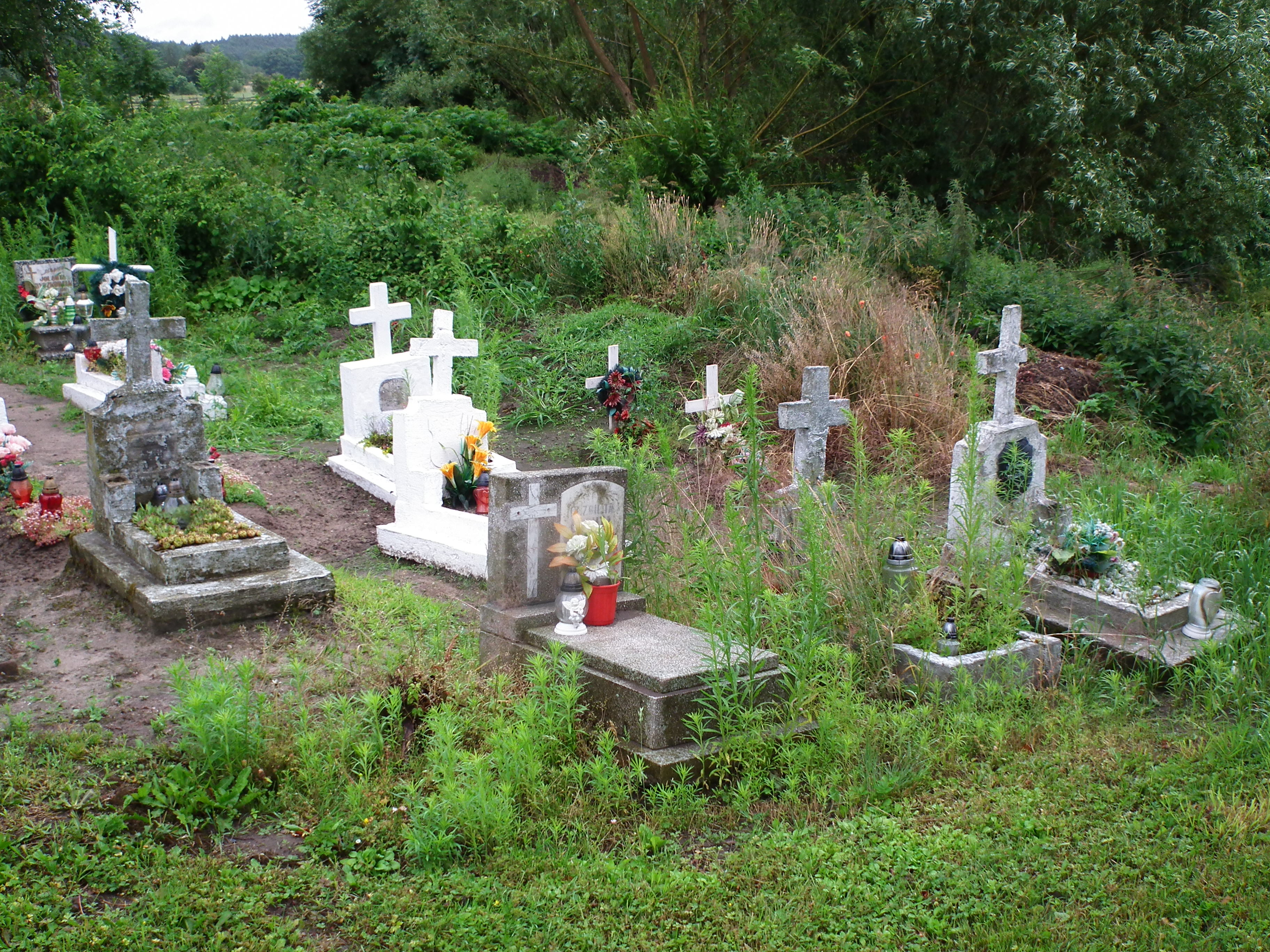
Fragment cmentarza przykościelnego

Od 1494 wieś była własnością Wolfganga i Wilkien Manduvel (Manteuffel). Kościół i parafia podlegały wówczas biskupstwu kamieńskiemu. W dobie reformacji do rozległej gminy ewangelickiej, jaka przynależała do kościoła należały też świątynie filialne w okolicznych wsiach: Trzyniku i Dębicy.
Parafia drozdowska podlegała do 1818 pod synod w Trzebiatowie, a następnie pod okręg kościelny w Kołobrzegu. Do świątyni w Drozdowie należało 673 osób (w Dębicy było to 827, a w Trzyniku 321). Patronami kościoła byli kolejni właściciele majątku drozdowskiego, przy czym ostatnim z nich był C.A. von Gerlach z Parsowa, rezydujący w tamtejszym pałacu do okresu II wojny światowej. W Archiwum Państwowym w Szczecinie do dziś zachowały się księgi parafialne z lat 1848-1874 (prowadzone były od 1831).
W 1828 oraz w 1858 spłonęła plebania przy kościele. Obecna świątynia została wzniesiona w pierwszej połowie XIX wieku (być może na początku tego stulecia, w 1828), prawdopodobnie za kwotę około tysiąca talarów.  W 1864 parafia posiadała 22,2 hektary ziemi. W 1925 do kościoła ewangelickiego przynależało 98,1% mieszkańców wsi. Ostatnim pastorem był Siegfried Trenkler, a wspomagała go siostra Antonie Knetsch ze Szczecina.
Po zakończeniu II wojny światowej świątynia przeszła w ręce katolików.

## Architektura

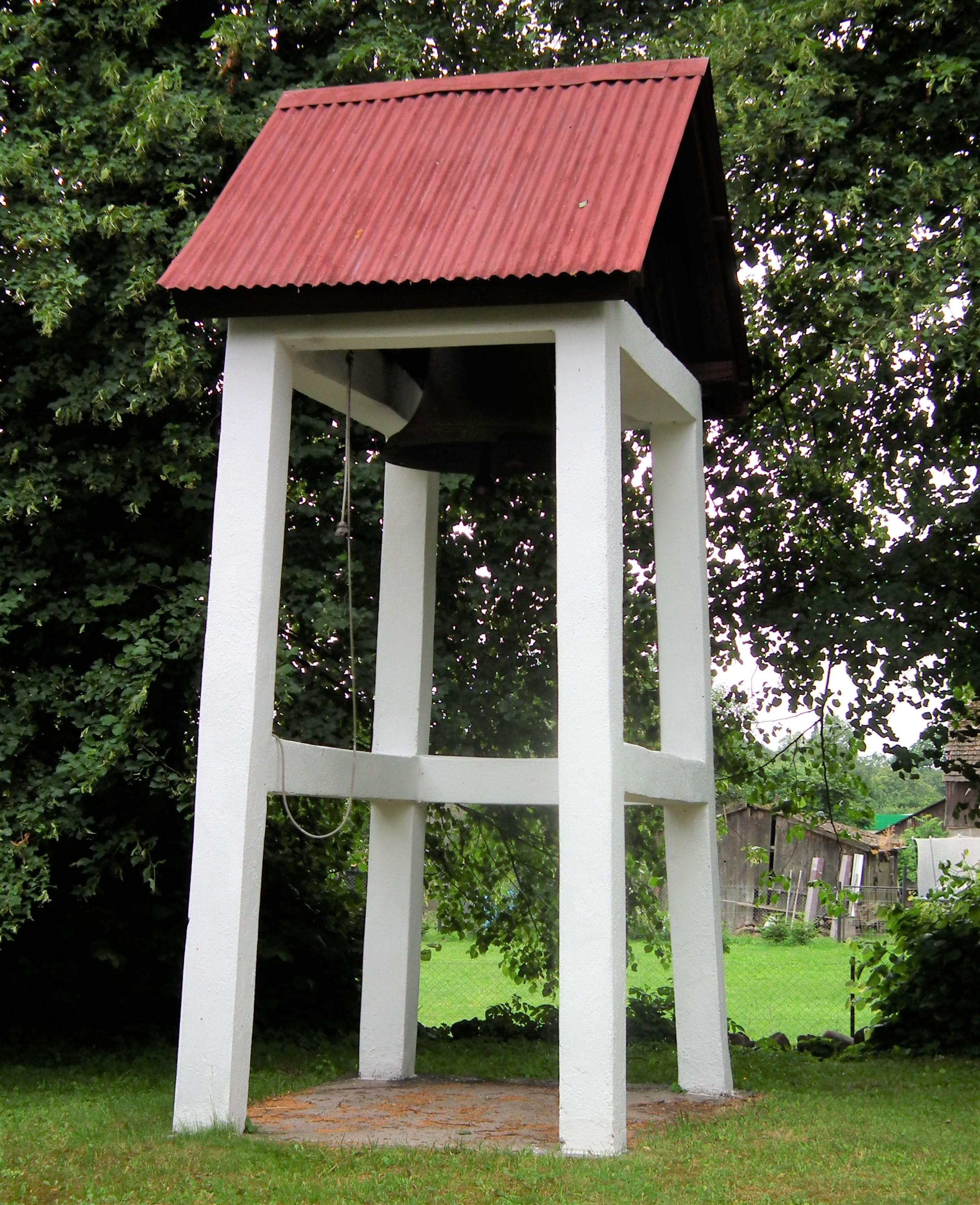
Dzwonnica

Świątynia jest obiektem wzniesionym na planie prostokąta, salowym, bez wyodrębnionego prezbiterium. Przy bocznej ścianie dobudowano do niej zakrystię. Ściany boczne, jak również tylna są konstrukcji ryglowej (słupowo–ramowej), natomiast elewacja frontowa jest murowana (cegła). Całość kryje dach dwuspadowy. Wewnątrz znajduje się zabytkowe wyposażenie – renesansowy ołtarz i barokowa ambona.
Przy kościele stoi dzwonnica z XIX wieku.